# Черо
Черо (на английски: Cheraw) е северноамериканско индианско племе, което първоначално е известно като сара и живее между реките Катоба и Суананоа в Северна Каролина. След преместването им на река Пиди в Южна Каролина те стават известни като черо.
Черо е най-западното племе на испанската провинция Кофитачеко. Въпреки че са едно от големите племена в региона, черо са по-малко известни отколкото съседи им катоба и тускарора, тъй като изчезват рано от историята. Не са оцелели никакви думи от езика им, но се приема, че той е бил сиукски, свързан с езика катоба

## История
Черо се споменават за пръв път от Ернандо де Сото през 1540 г. под името „хуала“, които той посещава на път за страната Куса. През 1566 г. ги посещава и Хуан Пардо. По неизвестни причини преди 1670 г. черо напускат страната си и се преместват на река Ядкин, където ги среща Джон Ледерер. Малко след това, но преди 1700 г. се преместват на река Дан Ривър, близо до границата с Вирджиния, където двете им села стават известни като Горен и Долен Саратаун. Застрашени от ирокезите от север, към 1710 г. черо напускат река Дан и се местят далеч на юг при кеяувите. През 1712 г. селото им е на река Пиди в северната част на Южна Каролина. Между 1726 и 1739 г. заедно с други племена, живеещи по Пиди, те се местят при катоба. Последно се чува за черо през 1786 г., когато се съобщава, че сред катоба живеят 50 – 60 от тях. През 1835 г. някои потомци на черо живеещи сред катоба са регистрирани като свободни цветнокожи.
Днес признатите от щатите Северна и Южна Каролина Лъмби индианците на окръг Робсън, Северна Каролина и Съмтър групата на черо индианците на окръг Съмтър, Южна Каролина претендират, че са потомци на историческите черо.